# Robb Nen
Robert Allen Nen, mais conhecido como Robb Nen, é um ex-jogador profissional de beisebol norte-americano.

## Carreira
Robb Nen foi campeão da World Series 1998 jogando pelo Florida Marlins. Na série de partidas decisiva, sua equipe venceu o Cleveland Indians por 4 jogos a 3.